# عائلة الخفاجي
الخفاجي (مكتوبة أيضًا خفاجي، خفاجي، خفاجي ؛ الفارسية: خفاجي ; العربية: خفاجی أو الخفاجي ; مكتوبة المندائية : Kupašia ࡊࡅࡐࡀࡔࡉࡀ ) عائلة مندائية كهنوتية تعود أصولها إلى خوزستان، إيران، على الرغم من أن بعض أفراد العائلة عاشوا أيضًا في جنوب العراق.  يمكن إرجاع نسب العائلة إلى منتصف القرن الخامس عشر في خوزستان. :52
تشمل العائلات الكهنوتية المندائية الأخرى سلالات الماندويا والكحيلية ( الشهيلي ) والدوراكيا (الدوراجي)، حيث يعود أصل الأخيرتين في المقام الأول إلى خوزستان، إيران. 

## أفراد العائلة
ومن بين أفراد العائلة البارزين:
- رام زيهرون (أواخر القرن الثامن عشر - القرن التاسع عشر)
- عبدالله خفاجي ( ق. 1880 )؛ الاسم المعمودي: سام يوحنا بن بهرام بن رام زهرون
- نجم بن زهرون (1892–1976); الاسم المعمودي: آدم نجم بن زكية زهرون بن رام زهرون
- عبد الله بار نجم (أوائل القرن العشرين - 2009)
- رافد السبتي (مواليد 1965)
- أردوان السبتي [3]
- بهرام خفاجي، ترميدة في الأهواز، إيران [4] [5]

خلال القرن الحادي والعشرين، استقر بعض أفراد العائلة الآن في نايميخين، هولندا، حيث يتم أرشفة العديد من المخطوطات المندائية للعائلة كجزء من مجموعة ربعي رافد (RRC). كما توجد مخطوطات أخرى تابعة للعائلة حاليًا في الأهواز، إيران وبغداد، العراق.

## روابط خارجية
- تسجيل صوتي للشيخ عبدالله خفاجي وهو يتلو الكتب المندائية في الأهواز عام ١٩٦٠